# 5878 Charlene
5878 Charlene è un asteroide della fascia principale. Scoperto nel 1991, presenta un'orbita caratterizzata da un semiasse maggiore pari a 2,3085565 UA e da un'eccentricità di 0,1492090, inclinata di 6,55661° rispetto all'eclittica.